# Pidhorb
Pidhorb (ukr. Підгорб) – wieś na Ukrainie. Należy do rejonu użhorodzkiego w obwodzie zakarpackim i liczy 406 mieszkańców.